# B' Katīgoria 1969-1970
La B' Katīgoria 1969-1970 fu la 15ª edizione della B' Katīgoria; vide la vittoria finale del Digenīs Morphou.

## Stagione

### Novità
Il numero di squadre partecipanti salì da tredici a diciassette: al posto della promossa EN Paralimni, dalla A' Katīgoria 1968-1969 retrocesse l'Evagoras Paphou e si registrarono le nuove iscrizioni di Chalkanoras Idaliou, LALL Lysī e Apollon Athīenou e il ritorno del Keravnos Strovolos.

### Formula
Le diciassette squadre partecipanti erano collocate in un girone unico e si incontravano in turni di andata e ritorno, per un totale di trentadue incontri per club; erano assegnati tre punti per la vittoria, due per il pareggio e uno per la sconfitta. In caso di parità si teneva conto del quoziente reti. Il vincitore veniva promosso direttamente nella A' Katīgoria 1969-1970, mentre, vista l'attivazione ufficiale della G' Katīgoria per la prima volta erano previste le retrocessioni, destinate alle ultime quattro classificate.

## Squadre partecipanti
| Club                | Città          | Stadio                    | Stagione precedente             |
| ------------------- | -------------- | ------------------------- | ------------------------------- |
| Achilleas Kaimakli  | Kaimakli       | ?                         | 11º in B' Katīgoria             |
| AEK Famagosta       | Famagosta      | Stadio GSE                | 3º in B' Katīgoria              |
| AEM Morphou         | Morfou         | Stadio Comunale di Morfou | 13º in B' Katīgoria             |
| Anagennīsī Larnaca  | Larnaca        | Vecchio Stadio GSZ        | 12º in B' Katīgoria             |
| Apollon Athīenou    | Athīenou       | ?                         | Non iscritta                    |
| APOP Paphou         | Pafo           | Stadio GSK                | 7º in B' Katīgoria              |
| Arion Limassol      | Limassol       | Stadio GSO                | 4º in B' Katīgoria              |
| Chalkanoras Idaliou | Dali           | Chalkanoras Stadium       | Non iscritta                    |
| Digenīs Morphou     | Morfou         | Stadio Comunale di Morfou | 2º in B' Katīgoria              |
| ENAD Agios Dometios | Agios Dometios | ?                         | 10º in B' Katīgoria             |
| EPAL                | Limassol       | Stadio GSO                | 8º in B' Katīgoria              |
| Evagoras Paphou     | Pafo           | Stadio GSK                | 12º in A' Katīgoria, retrocesso |
| Keravnos Strovolos  | Strovolos      | Keravnos Stadium          | Non iscritta                    |
| LALL Lysī           | Lysi           | ?                         | Non iscritta                    |
| Orpheas Nicosia     | Nicosia        | Vecchio Stadio GSP        | 6º in B' Katīgoria              |
| Othellos Athīainou  | Athīenou       | Stadio Othellos Athienou  | 9º in B' Katīgoria              |
| PAEEK Kerynias      | Kyrenia        | GS Praxandros             | 5º in B' Katīgoria              |

## Classifica finale
|  | Pos. | Squadra             | Pt | G  | GF  | GS  | DR   |
|  | ---- | ------------------- | -- | -- | --- | --- | ---- |
|  | 1.   | Digenīs Morphou     | 94 | 32 | 109 | 13  | +96  |
|  | 2.   | EPAL                | 88 | 32 | 82  | 35  | +47  |
|  | 3.   | Evagoras Paphou     | 86 | 32 | 82  | 27  | +55  |
|  | 4.   | Othellos Athīainou  | 83 | 32 | 73  | 29  | +44  |
|  | 5.   | APOP Paphou         | 81 | 32 | 81  | 37  | +44  |
|  | 6.   | PAEEK Kerynias      | 78 | 32 | 75  | 49  | +26  |
|  | 7.   | AEK Famagosta       | 76 | 32 | 80  | 40  | +40  |
|  | 8.   | Arion Limassol      | 75 | 32 | 78  | 40  | +38  |
|  | 9.   | Orpheas Nicosia     | 73 | 32 | 90  | 59  | +31  |
|  | 10.  | Chalkanoras Idaliou | 65 | 32 | 69  | 54  | +15  |
|  | 11.  | AEM Morphou         | 61 | 32 | 38  | 68  | −30  |
|  | 12.  | ENAD Agios Dometios | 60 | 32 | 49  | 63  | −14  |
|  | 13.  | LALL Lysi           | 58 | 32 | 45  | 54  | −9   |
|  | 14.  | Achilleas Kaimakli  | 57 | 32 | 40  | 76  | −36  |
|  | 15.  | Keravnos Strovolos  | 51 | 32 | 35  | 82  | −47  |
|  | 16.  | Apollon Athīenou    | 50 | 32 | 24  | 102 | −78  |
|  | 17.  | Anagennīsī Larnaca  | 47 | 32 | 28  | 139 | −111 |

### Verdetti
- Digenīs Morphou promosso in A' Katīgoria.
- Achilleas Kaimakli, Keravnos Strovolos, Apollon Athīenou e Anagennīsī Larnaca retrocessi in G' Katīgoria